# آني غريفيثز
آني غريفيثز (بالإنجليزية: Annie Griffiths)‏ هي مصورة أمريكية، ولدت في 1953 في منيابولس في الولايات المتحدة.